# Anthomuricea aberrans
Anthomuricea aberrans is een zachte koraalsoort uit de familie Plexauridae. De koraalsoort komt uit het geslacht Anthomuricea. Anthomuricea aberrans werd in 1912 voor het eerst wetenschappelijk beschreven door Nutting. 